# Göschenen
Göschenen és un municipi del cantó d'Uri (Suïssa).